# Catalina Bauer
Catalina Bauer Novoa, sinh ngày 15 tháng 9 năm 1976 tại Buenos Aires  là nghệ sĩ thị giác người Chile.

## Giáo dục
Bà nhận bằng nghệ thuật của trường Đại học Finis Terrae, và sau đó học chuyên ngành tại trường Đại học Chile. Bà là học trò của Eugenio Dittborn.
Năm 2007, Bauer giành được học bổng cho phép bà cư trú 3 tháng tại Xalapa, Mexico, tại Bảo tàng Nhân chủng học Xalapa (Museo de Antropología de Xalapa). Tại đó bà tiếp tục thành thạo kỹ năng nghệ thuật của mình. Bauer cũng tham gia vào triển lãm Artist Residency tại Khu trưng bày Gasworks, London năm 2011, và nhận được giải AMA Grant.
Bà tham gia làm đại hội Chương trình nghệ thuật quốc tế trong 6 tháng, tại Leipzig, Đức, bắt đầu từ tháng 10 năm 2014.

## Phong cách nghệ thuật
Bauer sử dụng các vật liệu gần gũi với cuộc sống thường ngày như bện, dệt và đan và hòa hợp khéo léo. Đa số vật liệu có được là nhờ quyên góp vật tư từ các thành viên của cộng đồng nghệ thuật. Phong cách nghệ thuật của cô là sự kết hợp giữa đường dệt truyền thống với phong cách Bauhaus trong màu sắc, hình thức và tỷ lệ. Các tác phẩm của bà được trưng bày tại Khu Gasworks, tại đó bà tổ chức nhiều dự án, triển lãm độc lập và dự án hợp tác với các thành viên cộng đồng địa phương.

## Hợp tác
Bà làm việc với bốn nghệ sĩ Chile khác trong không gian Taller Bloc Lưu trữ ngày 1 tháng 5 năm 2019 tại Wayback Machine. Bauer tham gia nhiều dự án, triển lãm trong nước và quốc tế như "Material Ligero", một dự án trao đổi với nhóm BLOC tại Phòng trưng bày Margarette Lawrence ở Melbourne, Úc năm 2009  và Bảo tàng AMA tại Washington DC, Hoa Kỳ năm 2011.
Một trong những tác phẩm nổi tiếng nhất của Bauer là Frivolité. Tác phẩm được trưng bày tại Bảo tàng Nghệ thuật Châu Mỹ. Vẻ nữ tính khá nổi bật trong tác phẩm là nhờ việc sử dụng vải khăn nhỏ và đan móc, nét đặc trưng người phụ nữ Nam Mỹ.